# Jamie Green
Pour les articles homonymes, voir Green.
Jamie Green, né le 14 juin 1982 à Leicester, est un pilote automobile britannique écossais. Il évolue depuis 2005 dans le championnat DTM. 

## Palmarès
- 2002 Formule Renault Britannique
- 2003 Formule 3 Euroseries, 10e
- 2004 Formule 3 Euroseries, Champion
- 2005 DTM, 6e
- 2006 DTM, 5e
- 2007 DTM, 4e - Pilote essayeur de Formule 1 pour l'écurie McLaren Racing
- 2008 DTM, 4e
- 2009 DTM, 7e
- 2010 DTM, 6e
- 2011 DTM, 5e
- 2012 DTM, 3e
- 2013 DTM, 11e
- 2014 DTM, 10e
- 2015 DTM, 3e (en cours)